# Szabirzsan Szabitovics Ruzijev
Szabirzsan Szabitovics Ruzijev (kirgizül és oroszul: Сабиржан Сабитович Рузиев, üzbégül: Sobirjon Roʻziyev) (Belovodszk, 1953. június 15. –) szovjet színekben világbajnok, olimpiai ezüstérmes kirgiz tőrvívó, sportvezető. Üzbegisztánban él, 1995–2003 között az Üzbég Olimpiai Bizottság elnöke volt.